# Gerry Collins
Gerry Collins (Glasgow, Escocia; 12 de marzo de 1955 – 20 de mayo de 2024) fue un futbolista y entrenador de fútbol escocés que jugó en la posición de defensa.

## Carrera

### Jugador
| Periodo   | Club                   | Apariciones | Goles |
| --------- | ---------------------- | ----------- | ----- |
| 1979-1980 | Stranraer FC           | 2           | 0     |
| 1981–1983 | Albion Rovers FC       | 68          | 1     |
| 1983–1985 | Ayr United FC          | 74          | 14    |
| 1985–1988 | Hamilton Academical FC | 94          | 5     |
| 1988–1991 | Partick Thistle FC     | 90          | 1     |

### Entrenador
| Periodo | Club               |
| ------- | ------------------ |
| 1996    | Falkirk FC         |
| 2003    | Partick Thistle FC |

## Muerte
El 20 de mayo de 2024 fue anunciado que Collins murió a causa de una larga enfermedad a los 69 años.

## Logros
- Primera División de Escocia (2): 1985/86, 1987/88
- Lanarkshire Cup (1): 1981/82
- Glasgow Cup (1): 1988/89